# Таун-Крик

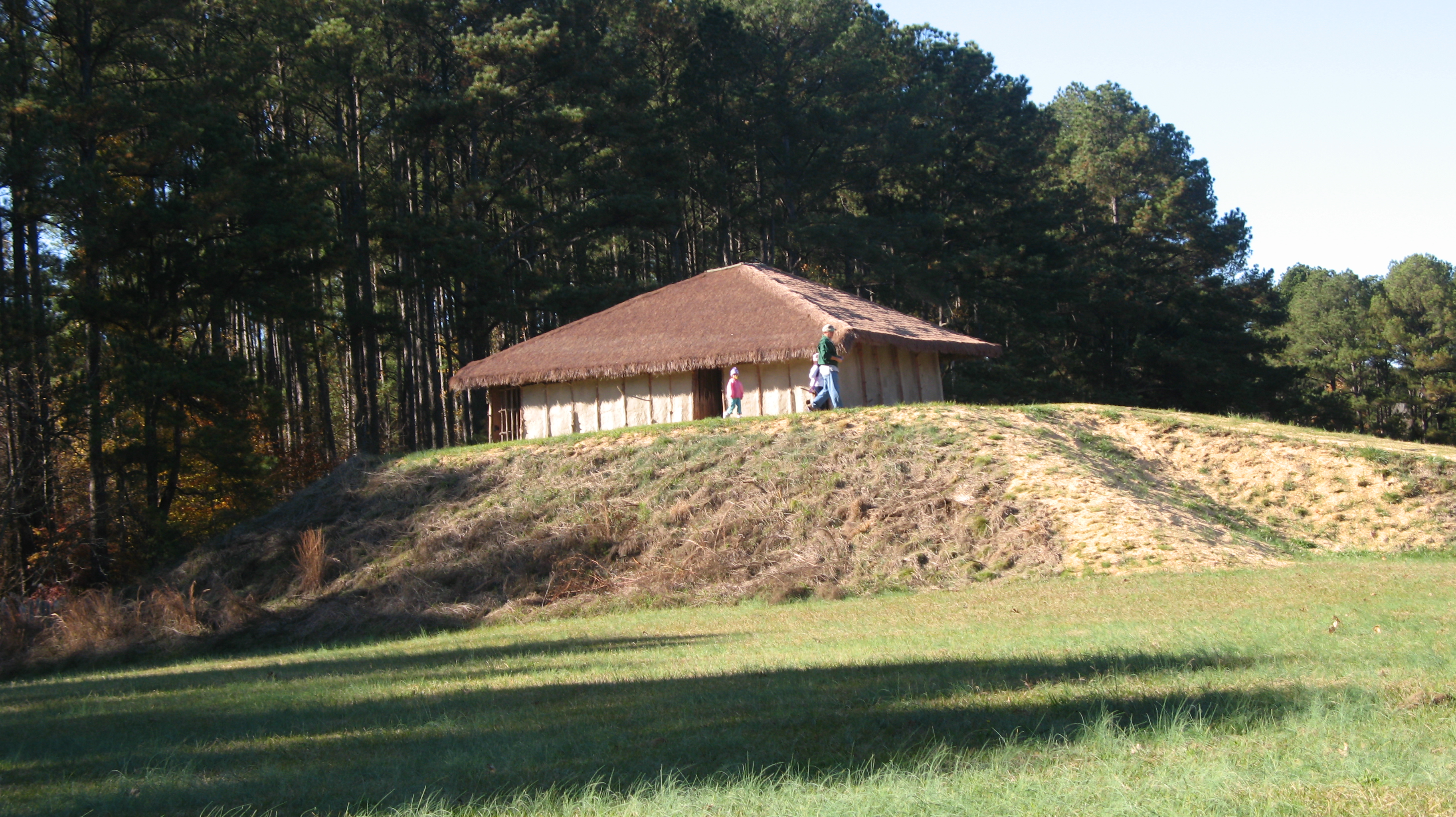
Таун-Крикский платформенный курган с реконструированным храмом

Индейский курган Таун-Крик — Национальная историческая достопримечательность (National Historic Landmark) близ Маунт-Джилид (Mount Gilead, округ Монтгомери, штат Северная Каролина, США).
Здесь сохранился церемониальный платформенный курган, сооружённый племенем Пи-Ди, относившимся к миссисипской культуре и существовавшим здесь в период 1100—1400 гг. н. э. Вокруг кургана находилось поселение и палисад. Здесь же обнаружено погребение 563 человек.